# Joyeuse Garde

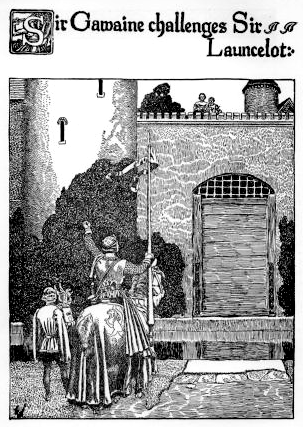
Gauvain défie Lancelot, illustration de Howard Pyle (1910)

Dans la légende arthurienne, la Joyeuse Garde est un château conquis par Lancelot du Lac, qui en fera sa place forte principale. Ce château légendaire est évoqué pour la première fois dans le Lancelot en prose (XIIIe siècle).

## Légende
Dans le Lancelot en prose (XIIIe siècle), la Joyeuse Garde reçoit son nom du jeune Lancelot lorsqu'il s'installe dans ce château. Il le fait après s'être emparé à lui seul de la forteresse et en la délivrant de son enchantement maléfique, lors d'une tâche que lui a imposée le roi Arthur pour qu'il prouve sa chevalerie. Avant cela, elle était connue sous le nom de Douloureuse Garde. Les différents motifs et symboles perçus de l'épisode de la Douloureuse Garde font l'objet de plusieurs analyses écrivains modernes.
La Joyeuse Garde apparait aussi dans les histoires en prose de Tristan et Iseut. Les deux amants vivent plus tard dans le château avec la permission de Lancelot pour s'y réfugier et échapper aux atteintes du roi Marc de Cornouailles.
À la suite de la liaison adultère et de la trahison de Lancelot avec la femme du roi Arthur, la reine Guenièvre, Lancelot sauve Guenièvre, qui est alors condamnée à mort par son mari, et l'amène dans la Joyeuse Garde. Dans le Stanzaic Morte Arthur (un poème anonyme du XIVe siècle en moyen anglais sur l'histoire de Lancelot et Guenièvre) et ailleurs, Arthur et Gauvain assiègent sans succès le château. Finalement, Lancelot abandonne sa place forte et s'exile. Après sa mort, son corps y est transporté afin d'y être enterré à côté de la tombe que son ami Galehaut (dans certaines versions, leurs restes sont ensuite déterrés et détruit par le roi Marc).

## Localisations suggérées
Dans Le Morte d'Arthur, l'écrivain anglais Thomas Malory a rapproché la Joyeuse Garde du château de Bamburgh, un château côtier du Northumberland qui a été construit sur l'ancien emplacement d'un fort celtique britannique. Avant d'écrire son œuvre, Mallory a personnellement participé au siège du château par les troupes de la maison d'York durant la Guerre des Deux-Roses. L'écrivain propose aussi le château voisin d'Alnwick.
D'autre part, la Joyeuse Garde est aussi identifiée au château de Goelforest, localisé à La Forest-Landerneau, dans le pays de Léon en Bretagne. Cette hypothèse existerait depuis le XVe siècle au moins.